# 1,9-癸二烯
1,9-癸二烯（英語：1,9-decadiene）是一种有机化合物，化学式C10H18，它是米糠蜡的热解产物。在乙酸钯催化下，它可以被戴斯-马丁氧化剂氧化为2,9-癸二酮。